# Hamster Monogatari 64
Hamster Monogatari 64 (ハムスター物語64) es un videojuego de simulación desarrollado y publicado por Culture Brain para Nintendo 64. En el juego el jugador tiene que criar y cuidar diversos hamsters como si de mascotas reales se trataran. El juego únicamente fue distribuido en tierras niponas, llegando al mercado japonés el 6 de abril de 2001.
- Datos: Q2374144